# 小維爾德山

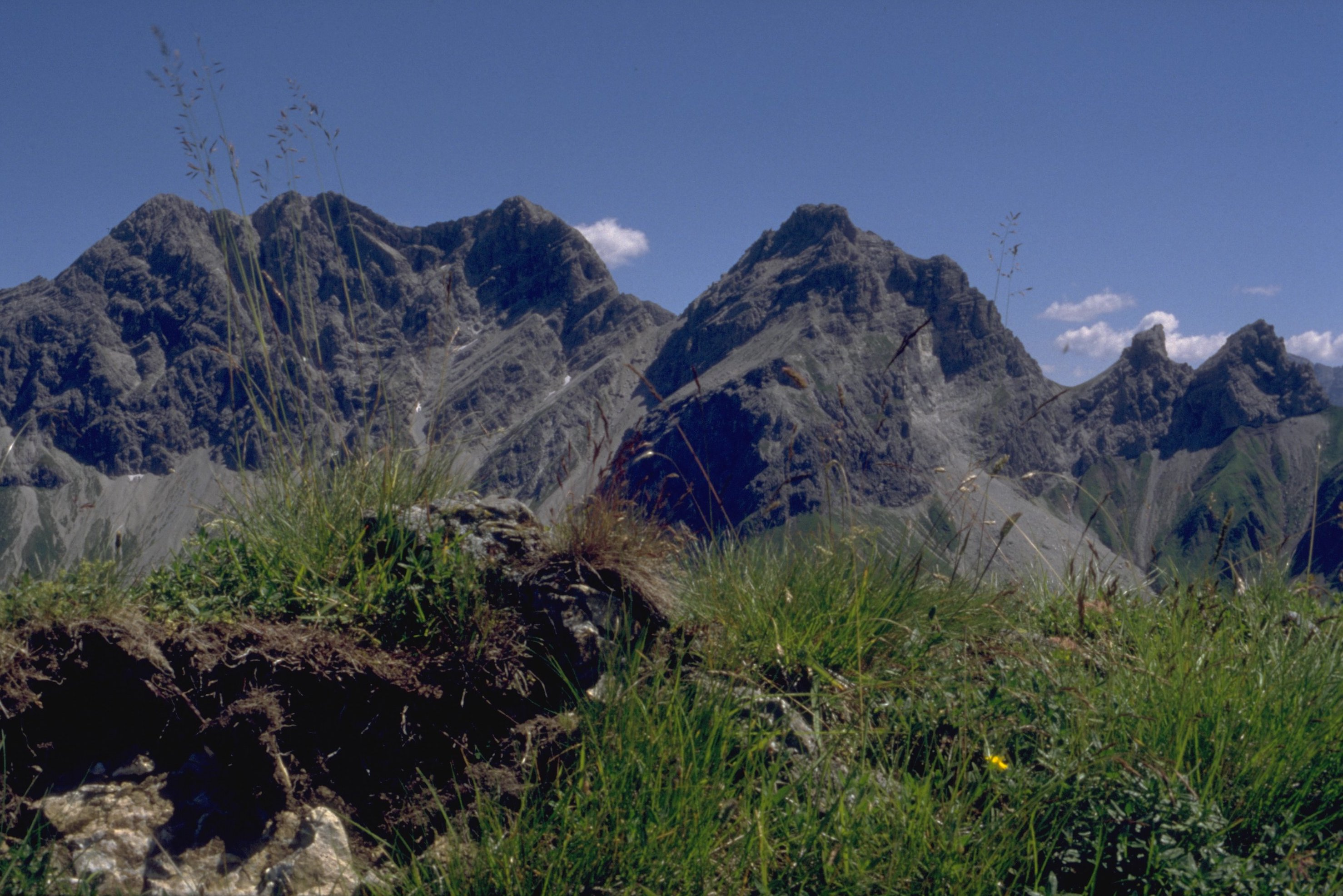

47°21′48″N 10°23′10″E / 47.36333°N 10.38611°E
小維爾德山（德語：Kleiner Wilder），是德國的山峰，位於該國東南部，由巴伐利亞負責管轄，屬於阿爾高阿爾卑斯山脈的一部分，海拔高度2,306米，每年平均降雨量1,730毫米，人類首次在1892年首次登頂。